# Sabinov
Sabinov és una ciutat d'Eslovàquia. Es troba a la regió de Prešov, és capital del districte de Sabinov.

## Història
La primera referència escrita de la vila data del 1248.

## Demografia
| Godina             | 1994   | 2004   | 2014   | 2024   |
| ------------------ | ------ | ------ | ------ | ------ |
| Nombre de persones | 11.512 | 12.366 | 12.703 | 12.131 |
| Diferència         |        | +7,41% | +2,72% | −4,50% |

| Godina             | 2023   | 2024   |
| ------------------ | ------ | ------ |
| Nombre de persones | 12.169 | 12.131 |
| Diferència         |        | −0,31% |

## Ciutats agermanades
- Siedlce, Polònia
- Kenderes, Hongria
- Soběslav, República Txeca
- Çubuk, Turquia

1. 1 2  «Počet obyvateľov podľa pohlavia - obce (ročne) [om7101rr_obce=AREAS_SK]».   Statistical Office of the Slovak Republic, 31-03-2025. [Consulta: 31 març 2025].